# Porqueros
Porqueros es una localidad española que forma parte del municipio de Magaz de Cepeda, en la provincia de León, comunidad autónoma de Castilla y León.

## Geografía

### Ubicación
| Noroeste: Valbuena de la Encomienda | Norte: Culebros | Noreste: Villameca     |
| Oeste: Ucedo                        |                 | Este: Sueros de Cepeda |
| Suroeste Rodrigatos de la Obispalía | Sur: Zacos      | Sureste: Zacos         |

## Demografía
Evolución de la población
| Gráfica de evolución demográfica de Porqueros entre 2000 y 2017    |
|                                                                    |
| Población de derecho (2000-2017) según el padrón municipal del INE |